# 오운여자상업고등학교
오운여자상업고등학교는 경상북도 구미시 공단동 212에 있었던 산업체 부설 고등학교이다. 코오롱에서 설립하였다.

## 연혁
- 1979년 : 개교
- 2000년 : 폐교

## 폐교 이후
폐교 이후, 오운여자상업고등학교 교사는 경상북도청에서 산업유산으로 지정하였다.

## 같이 보기
- 코오롱그룹